# 新力控股
新力控股(集團)有限公司（前港交所上市編號：2103）是一間中國房地產開發公司，前身是新力地產，成立於2010年。
2019年10月至11月，新力控股在香港進行公開招股，以每股3.3元至4.25港元發行5.29億股，集資最多22.5億港元。
2021年9月20日，新力控股因江西省整頓房地產市場，及巿場擔心公司流動性受即將到期的美元債券影響，股價單日大跌9成，其後新力控股申請中途停牌。有傳媒報導新力控股總部員工需要全員降薪。
2022年12月，新力控股被頒佈清盤令。
2023年4月13日，新力控股被香港交易所除牌。新力控股由2021年9月20日開始停牌直到被除牌。